# 牛樟
牛樟（學名：Cinnamomum kanehirae）为樟科樟屬下的一個種。別名樟牛。

## 名稱由來
與樟樹（Cinnamomum camphora (L.) Presl.）相比，牛樟外型比較粗壯結實，因此土名也被稱為「樟牛」。
牛樟的屬名Cinnamomum來源有兩種說法。一種是說由希臘文kinnamomon（肉桂）締結而來，指此屬植物具有肉桂般的香氣。另一種說法為締結自希臘文kinein（捲曲）與amomos（無過失），指樹皮有縱向捲曲深溝裂，紋理美觀而無過失。命名者為日本植物學者早田文藏，至於種小名kanehirai，是由牛樟模式種標本的採集者日本人金平亮三（Kanehira ,Ryoso）的姓氏而來。

## 分類爭議
牛樟與冇樟（Cinnamomum micranthum (Hayata) Hayata)皆為早田文藏分別在 1912、1913年所發表的分類群，因形態極為相似，早年有標本被錯置的情形，例如金平亮三的台灣樹木誌（1933）中便將冇樟和牛樟兩者合併，此一觀點也被後來的分類學者依循。然而，也有其他學者陸續發表報告比較兩者形態上的差異，認為牛樟與冇樟應當是不同的分類群：如藤田安二（1952）就曾依冇樟的葉較牛樟的葉大且厚，搓揉之僅可聞青草味，而牛樟葉子具光澤，搓揉葉子聞之明顯有很強的萜烯臭味，亦認為兩者有區別；林讚標（1993）對牛樟、冇樟（孝義、蓮華池）及樟樹進行外部型態分析發現冇樟在形態上有分化的現象。分類處理上仍然眾說紛紜：李錫文（1975）將沉水樟（C. xanthophyllum H.W.Li）、冇樟及牛樟三個分類群處理成兩種（將牛樟與冇樟合併）；但是中國樹木誌（1982）將沉水樟與牛樟及冇樟三者合併；然而，以台灣學界來說，林讚標和黃瑞祥（1989）與台灣植物誌第二版（1996）則認為牛樟與冇樟是兩種截然不同的植物。

## 形態特徵
常綠大喬木，樹高可達30公尺，徑30~60公分或更粗，樹皮茶褐色，粗糙，常有縱裂。小枝光滑，帶黃綠色，製成標本時則多呈黑色。葉芽球形，先端鈍，芽鱗外面被淡褐色毛，邊緣有毛茸；葉互生，闊卵形、卵形或橢圓形，長10~15公分，寬4~7.5公分，先端銳尖，基部鈍圓，革質，全緣，下表面光滑，葉脈通常是0~3條或是5條，羽狀脈極少，側脈2~3對，葉脈腋常具有叢毛；葉柄長1.4~3公分，上有凹槽。花較小，徑2~3公厘，呈頂生及腋生的聚繖花序排列，有時亦有呈圓錐花序狀；幼時剛長出來時有苞片包被，苞片上具有毛茸；花被筒鐘形，花被片6枚，淡黃色，長橢圓形，長2公厘，外面平滑，裡面則有毛茸；第一、二輪花絲長0.5 公厘，無腺體，花藥四葉，基部有絨毛，內向；第三輪花絲有腺體但腺體近似無柄，花藥四葉，基部有絨毛，外向。果扁倒圓錐形或圓球形，長1.2~1.3公分，寬1.2~1.5公分，綠色或黑紫色，有細微絨毛或無毛。種子球形，寬1公分，兩端圓。花期11~12月；9~10月結果。

## 辨認依據
容易與牛樟混淆的就是冇樟，一般認為，辨認牛樟與冇樟時可從果實分辨：牛樟是僧帽形，冇樟則是長橢圓形；也能從樹葉和樹形分辨：牛樟小枝先端葉立體三出(葉重心在先端1/3處)，葉面較平整，冇樟小枝先端葉大部分是平面三出；樹型部分，牛樟枝條較高，側枝角度較小，冇樟則從樹幹較低處就有側枝。除形態上的分辨特徵外，牛樟與冇樟的木材精油組成也各異：牛樟木材精油以松油醇為主，使之有類似樟腦油的香氣，冇樟木材精油則以黃樟素為主，有類似沙士汽水的氣味。

## 分布
台灣特有種。在全島海拔400~2000公尺的山林中生長。調查結果顯示目前牛樟在台灣有三大集中地：苗栗南庄大湖一帶、南投東埔和社一帶與台東關山富里一帶。

## 用途
邊材淡黃褐色，心材暗紅褐色，質略柔軟，常用於雕刻或製造器具上，有時亦用於傢俱上；枝葉亦可加以蒸餾而得牛樟油。

## 發展歷史
清朝時台灣的樟樹已受到伐採，日治時代於1899年建立樟腦專賣制度，所幸當時樟樹數量豐富，牛樟的幹油被視為低等產品，得以免於砍伐，此時其天然族群仍相當可觀。不過牛樟木材富含松油醇，不易腐朽、蟲蛀，材質細緻、紋理交錯，且鉋削加工容易，也漸成高價值的家具及木刻藝品用材。台灣光復後，大面積的森林遭伐卻未進行牛樟造林，終於導致牛樟族群日漸枯竭稀少。

## 發展現況
目前野生牛樟僅存於海拔500公尺以上交通不便的山區，呈單株分散且多為逾齡老樹，這樣的零散分佈不利於昆蟲媒介授粉，再加上鳥類及松鼠喜愛啄食牛樟果實，即使初期樹上結實纍纍，但果實未成熟已被野生動物啄食殆盡，使得牛樟的種子更形稀罕。林業試驗所研究員簡慶德曾經採集到一些牛樟種子，但發現發芽率偏低，這可能是蟲媒授粉不良、天候不利種子發育所致。種子發芽率偏低也反應在林地現場，因天然林中很少看到牛樟的中、小苗，幸好牛樟常發生根株萌櫱，枯死母樹周邊常見有「次代牛樟」出現，從林地的調查發現，牛樟的根株萌櫱似乎是當前林地普遍存在的現象。
除此之外，牛樟芝產業的發展應用，也助長了牛樟被砍伐的速度。牛樟芝是長在牛樟上的一種真菌，也屬於台灣特有種。民間使用牛樟芝的歷史淵源無從考據，一般傳說是原住民利用它來治療腹痛及強肝解毒。以前利用牛樟芝的民眾並不多，然而近10多年來牛樟芝在各方面的療效漸受學界肯定，有研究顯示牛樟芝當中有三萜類的化合物，學術界普遍認為此化合物能抑制癌細胞，因此更讓業界投入牛樟芝的研究與產業，再加上商業廣告的宣傳，使牛樟芝聲名大噪。目前已可以人工栽培的方式大量生產牛樟芝菇體。稍可減緩牛樟及牛樟芝的盜伐及盜採。一般樹木如果樹心中空，利用價值就不高，但因為牛樟芝通常是長在中空樹幹的內面，所以這些年歲已久的牛樟老樹被砍伐大多不是為了使用木材，而是為了採擷樹幹內部的菇，造成牛樟砍伐的問題日益嚴重。

## 扩展阅读
- 維基物種上的相關：牛樟